# Lilly Lamprecht
Lilly Lamprecht, født Camradt (født 11. november 1887 i Hillerød, død 5. september 1976 på Frederiksberg) var en dansk operasanger (sopran).
Hun debuterede i 1911 i titelpartiet i Hartmanns opera Liden Kirsten. I 1922 blev hun udnævnt til kongelig kammersangerinde som den hidtil yngste. 1937 modtog hun Ingenio et arti.
Hun medvirkede i en enkelt film, Nordisk Films Kompagnis Det berygtede Hus fra 1912, hvor hun spillede hovedrollen som Nina, der uforvarende ender på et bordel i Sankt Petersborg.
Hun er begravet på Søllerød Kirkegård.